# Simulium rangiferinum
Simulium rangiferinum är en tvåvingeart som först beskrevs av Rubtsov 1956.  Simulium rangiferinum ingår i släktet Simulium och familjen knott. Inga underarter finns listade i Catalogue of Life.